# Apisit Chamsri
Apisit Chamsri (* 21. November 1994) ist ein thailändischer Sprinter, der sich auf den 400-Meter-Lauf spezialisiert hat.

## Sportliche Laufbahn
Erste internationale Erfahrungen sammelte Apisit Chamsri bei den Asienmeisterschaften 2017 im indischen Bhubaneswar, bei denen er über 400 Meter mit 48,21 s in der ersten Runde ausschied und mit der thailändischen 4-mal-400-Meter-Staffel in 3:06,48 min die Bronzemedaille hinter den Mannschaften aus Indien und Sri Lanka gewann. Anschließend schied er bei der Sommer-Universiade in Taipeh mit der Staffel in der Vorrunde ausschied und gewann Anfang September bei den Asian Indoor & Martial Arts Games in Aşgabat in 3:21,21 min die Bronzemedaille hinter Pakistan und Katar. Über 400 Meter schied er mit 51,35 s im Halbfinale aus. 2018 nahm er erstmals an den Asienspielen in Jakarta teil und schied dort mit der Männerstaffel im Vorlauf aus. Im Jahr darauf erreichte er bei den Asienmeisterschaften in Doha mit der Staffel in 3:10,28 min Rang vier. Anschließend belegte er bei den Studentenweltspielen in Neapel mit der Staffel in 3:07,00 min den sechsten Platz und gewann bei den Südostasienspielen in Capas in 3:08,20 min die Silbermedaille hinter dem Team aus Vietnam. 2022 siegte er dann bei den Südostasienspielen in Hanoi in 3:07,58 min mit der Staffel und im Jahr darauf sicherte er sich bei den Südostasienspielen in Phnom Penh in 3:07,23 min die Silbermedaille hinter dem philippinischen Team. Anschließend belegte er bei den Asienmeisterschaften in Bangkok in 3:05,63 min den fünften Platz und im Oktober verhalf er dem Team bei den Asienspielen in Hangzhou zum Finaleinzug.
2020 wurde Chamsri thailändischer Meister im 400-Meter-Lauf.

## Persönliche Bestleistungen
- 400 Meter: 47,28 s, 5. März 2017 in Ratchaburi
  - 400 Meter (Halle): 48,79 s, 18. September 2017 in Aşgabat